# Heidi Andreasen
Heidi Andreasen (Tórshavn, 1985. december 18. –) feröeri úszónő.
Feröeri színekben indult a 2000. évi nyári paralimpiai játékokon, ahol az S8 kategóriában három ezüstérmet szerzett: 50 m-es, 100 m-es és 400 m-es gyorsúszásban. Ezen kívül 100 m-es hátúszásban bronzérmet szerzett.
A 2004. évi nyári paralimpiai játékokon ő volt az egyetlen feröeri induló, és S8 400 m gyorson 5:26,29-es idővel bronzérmes lett.
A 2008. évi nyári paralimpiai játékokon is indult, és ő volt a feröeri csapat zászlóvivője a megnyitó ünnepségen. Pekingből érem nélkül tért haza.
Feröeren nincsen olimpiai méretű, 50 méteres uszoda, így Andreasen 25 méteres medencében készül.

## Fordítás
- Ez a szócikk részben vagy egészben a Heidi Andreasen című angol Wikipédia-szócikk ezen változatának fordításán alapul.  Az eredeti cikk szerkesztőit annak laptörténete sorolja fel. Ez a jelzés csupán a megfogalmazás eredetét és a szerzői jogokat jelzi, nem szolgál a cikkben szereplő információk forrásmegjelöléseként.